# Conus eldredi
Espèce
Statut de conservation UICN

 DD  : Données insuffisantes
Conus eldredi est une espèce de mollusques gastéropodes marins de la famille des Conidae.
Comme toutes les espèces du genre Conus, ces escargots sont prédateurs et venimeux. Ils sont capables de « piquer » les humains et doivent donc être manipulés avec précaution, voire pas du tout.

## Description
La taille de la coquille varie entre 45 mm et 65 mm.

## Distribution
L'espèce se trouve à divers endroits du sud de l'Océan Pacifique, comme près de l'Indonésie et de la Polynésie française. 

### Niveau de risque d’extinction de l’espèce
Selon l'analyse de l'UICN réalisée en 2011 pour la définition du niveau de risque d'extinction, cette espèce se trouve dans la majeure partie du Pacifique central, de l'archipel des Tuamotu en Polynésie française, aux îles Cook et aux îles Marshall, aux îles Wake et à Guam au nord, ainsi qu'aux îles Salomon. Bien que cette espèce ait une aire de répartition assez large dans le Pacifique central, et qu'elle ne soit pas connue pour avoir des menaces majeures, son extrême rareté indique un besoin de recherche supplémentaire sur l'abondance et elle est donc classée dans la catégorie Données insuffisantes.

## Taxonomie

### Publication originale
L'espèce Conus eldredi a été décrite pour la première fois en 1955 par le malacologiste américain Joseph Paul Eldred Morrison (d) (1906–1983) dans la publication intitulée « Journal of the Washington Academy of Science »,.

### Synonymes
- Conus (Gastridium) eldredi J. P. E. Morrison, 1955 · appellation alternative
- Conus geographus var. rosea G. B. Sowerby I, 1833 · non accepté
- Conus intermedius Reeve, 1843 · non accepté
- Conus mappa Crosse, 1858 · non accepté
- Gastridium eldredi (J. P. E. Morrison, 1955) · non accepté

### Identifiants taxinomiques
Chaque taxon catalogué par les bases de données biologiques et taxonomiques possède un identifiant qui permet d'établir un point de référence. Les identifiants de Conus eldredi dans les principales bases sont les suivants :
CoL : XXBV - GBIF : 6509962 - iNaturalist : 431949 - IRMNG : 11811409 - NCBI : 528169 - TAXREF : 91980 - UICN : 192615 - WoRMS : 428985